# 横田村 (東京府)
横田村（よこたむら）は、神奈川県、東京府、東京都北多摩郡にかつて存在した村である。現在の武蔵村山市の北部に位置する。武蔵村山市の地名としては現存しないが、1985年（昭和60年）頃までの地理院地図で大字名として記載されていた。また、村域外の在日米軍横田飛行場にその名を留めている（由来は「横田飛行場#名称の由来と変遷」を参照）。

## 歴史

### 沿革
- 1889年（明治22年）4月1日 - 町村制の施行に伴い、神奈川県北多摩郡中藤村（初代）、横田村、三ツ木村、岸村が町村組合を結成し、中藤村外三ヶ村組合が発足。
- 1893年（明治26年）4月1日 - 東京府へ移管。
- 1908年（明治41年）4月1日 - 中藤村と合併し、改めて中藤村（2代目）を新設。中藤村外三ヶ村組合は中藤村外二ヶ村組合となる。同日横田村廃止。

## 交通

### 道路
- 青梅街道